# 山﨑果倫
山﨑 果倫（やまざき かりん、1999年10月8日 - ）は、日本の女優。愛知県出身。
レプロエンタテインメント(ネクストスター☆)所属。

## 来歴・人物
2015年、レプロエンタテインメント×Sony Music合同主催AD『DREAM GIRL AUDITION2015』合格し活動を開始。
2016年のTOKYO IDOL FESTIVALで、事務所の同じ9nineの物販手伝いをする。
2017年4月に舞台「ローファーズハイ!!」に出演。以降、同年8月、12月にも同舞台に出演する。
趣味は手芸 、絵を描くこと。
特技は洋裁、手芸。

## 出演

### テレビ
- 浅草ベビ9（2017年、テレビ東京） ※詳細はローファーズハイ!!#浅草ベビ9についてを参照。
- 白衣の戦士 第8話（2019年6月5日、日本テレビ） - 七瀬公さんとのバカップル 役
- 赤ひげ4 最終話（2022年12月23日、NHK BSプレミアム） - 「よみがえる記憶」おくみ 役
- ひともんちゃくなら喜んで！（2023年1月16日 - 3月19日、朝日放送） - 早乙女蜜 役
- 刑事7人 SEASON9 第4話（2023年6月28日、テレビ朝日） - 松水友加里 役

### 映画
- 斉木楠雄のΨ難（2017年）[1]
- 死体の人（2023年3月17日公開）[4]
- 夢の中（2024年5月10日公開） - 主演・藤野タエコ 役[5]
- 輝け星くず（2024年6月15日公開） - 主演・かや乃 役[6]

### 舞台
- ローファーズハイ!! Vol.1[1]（2017年4月、浅草九劇）
- ローファーズハイ!! Vol.2[1]（2017年8月、浅草九劇） - 橘サクラコ 役
- ローファーズハイ!! Vol.3[1]（2017年12月、浅草九劇） - 望月クルミ 役
- STRAYDOG”Produce『心は孤独なアトム』 東京公演 星組（2018年1月24日 - 28日、シアターグリーン BIG TREE THEATER）[7][8][9]
- 浅草九劇１周年記念うずフェス2018「ローファーズハイ!!番外編 ～色々盛り込んでみたので優しい気持ちで観て下さい！～」(2018年4月)
- STRAYDOG”Produce『女の子ものがたり』 主演（2018年８月1日 - ５日、シアターグリーン BOX IN BOX THEATER）[10]
- 森下仁丹プレゼンツ第三水曜即興舞台2019「こんなはずじゃなかった。」（2019年5月 - ）[11]
- 氷雪の門（2019年8月27 - 9月1日、中野テアトルBONBON、2019年9月7日 - 8日、松浦文化会館ゆめホール） - 山谷サヨ 役[12]
- 三人吉三（2020年5月30日 - 6月1日、6月4日 - 6月7日、東京芸術劇場 プレイハウス） - 伝吉娘 おとせ 役[13]　※公演中止

### MV
- Official髭男dism 「HELLO」 2020年8月5日発売
- sumika　「マシロ」2023年12月22日公開

### インターネット配信番組
- シブオビ～宇田川未成年会議所～（2018年12月3日 - 2019年3月29日） - 木曜レギュラー

### 広告
- レプロ×ヤマハ「黒髪ギター少女選手権」オーディション宣伝動画[14][15]（2016年）
- イーストボーイバイシクル2017 カタログ[16]（2016年）
- 信学会[1][17][18]（2017年）
- 丸亀製麺｢春のあさりうどん／海の幸、山盛り。｣篇[1][19][20]（2017年）
- アクエリアス TVCM「渇き」篇（ロングバージョン）[1][21]
- dアニメストアwebCM 「アニメオープニングあるある」メインキャスト
- ピタットハウス TVCM「ピタッとダンス」篇（30秒ver）[22]

### イベント
- 江戸川ガールズコレクション（2016年、江戸川大学）[23]
- ｢ハイ!!振り返り｣（2017年5月6日、浅草九劇）[24][25][26]
- ｢プレミアムステージwith KAWAII制服｣（2017年11月23日、二子玉川ライズ）[27][28] - ローファーズハイ!!として出演。
- 第一水曜即興舞台「こんなはずじゃなかった。」in超☆汐留パラダイス2019（2019年8月7日）[29]